# 여성수호부대
여성수호부대(쿠르드어: Yekîneyên Parastina Jin; YPJ 유파주, 영어: Women's Protection Units)는 여성으로만 구성된 쿠르드 민병대이다. 2012년 인민수호부대(YPG)의 여성전용여단으로서 창설되었다. YPJ와 YPG는 시리아 북부 로자바 지역을 사실상 실효지배 중인 쿠르드 대연정의 군사조직을 형성하고 있다.

## 같이 보기
- 쿠르디스탄
- 로자바 분쟁
- 신자르 저항부대